# Сиссе, Джауи
Джауи Сиссе (фр. Djaoui Cissé; род. 31 января 2004) — французский футболист, полузащитник клуба «Ренн».

## Клубная карьера
Сиссе — воспитанник клуба «Грини», «Бритиньи Фут» и «Ренн». В 2021 году игрок дебютировал за дублирующий состав последних. 18 февраля 2024 года в матче против «Клермона» он дебютировал в Лиге 1. 2 марта 2025 года в поединке против «Монпелье» Джауи забил свой первый гол за «Ренн».

## Международная карьера
В 2025 году Сиссе в составе молодёжной сборной Франции принял участие в молодёжном чемпионате Европы в Словакии.